# Flutkatastrophe in China 1931

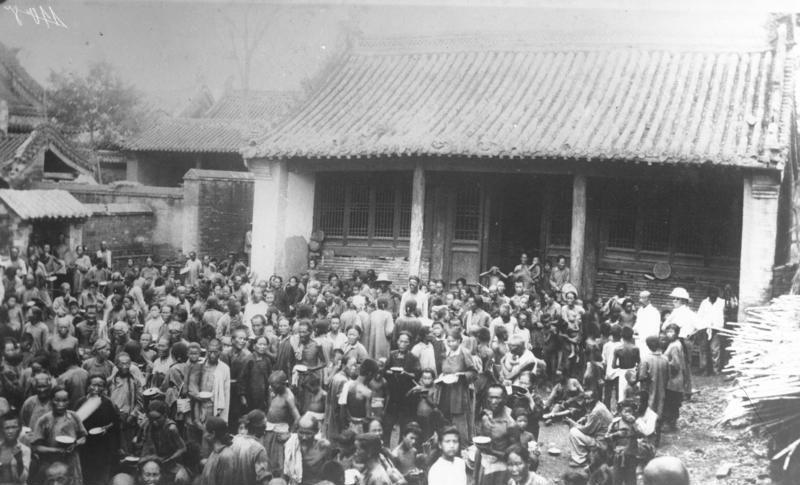
Opfer der Überschwemmung 1931

Die  Flutkatastrophe in China 1931 war eine Serie von Hochwässern im Einzugsgebiet des Jangtsekiang in der Republik China. Sie gehört zu den opferreichsten der aufgezeichneten Naturkatastrophen überhaupt. Die Schätzungen der Opferzahlen reichen von 145.000 bis 3,7 Millionen.

## Ablauf
Von 1928 bis 1930 herrschte in China eine lange Dürre. Im Spätwinter 1930 kam es in Zentralchina zu heftigen Schneestürmen. Durch das folgende Tauwetter und schwere Regenfälle stiegen die Flusspegel stark an. Im Juli und August 1931 wurde der Regen heftiger. 1931 gab es zudem eine extreme Zyklonaktivität. Allein im Juli trafen neun Zyklone die Region, während es im Mittel nur zwei im ganzen Jahr sind.
Am Jangtsekiang lag der Höhepunkt der Flut im Juli und August 1931. Allein für den Juli zeichneten vier Wetterstationen entlang des Flusses eine Gesamtregenmenge von 600 mm auf.
Die Flutwelle des Jangtsekiang und des mit ihm verbundenen Huai He erreichten bald Nanjing, damals Hauptstadt Chinas. Die auf einer Insel im Überflutungsgebiet des Flusses gelegene Stadt erlitt katastrophale Schäden. Zahlreiche Menschen ertranken, andere verhungerten oder starben in der Folge an Seuchen wie Cholera und Typhus. Verzweifelte Einwohner verkauften ihre Frauen und Töchter, es kam nach Berichten an die Regierung zu Fällen von Kindstötung und Kannibalismus. Von der Flut waren unter anderem Hubei, Hunan, Jiangxi, Wuhan und Chongqing betroffen.
Am 19. August erreichte der Pegel bei Hankou in Wuhan 16 Meter über Normal. Am Abend des 25. August 1931 durchbrach das durch den Kaiserkanal strömende Wasser nahe dem Gaoyou-See die Deiche. Etwa 200.000 Menschen wurden im Schlaf überrascht und ertranken.
Chinesische Quellen geben die Anzahl der Toten gewöhnlich mit etwa 145.000 an, 28,5 Millionen Menschen waren von Flutschäden betroffen. Die meisten westlichen Quellen setzen die Anzahl der Toten mit etwa 3,7 Millionen an.

## Reaktionen der Regierung
In Folge der Flut gründete die Kuomintang-Regierung Organisationen wie die Huai River Conservancy Commission, um die Flutproblematik anzugehen. Wegen mangelnder Mittel und der Wirren des Zweiten Japanisch-Chinesischen Krieges  und des Chinesischen Bürgerkrieges konnten die verschiedenen Kommissionen nur kleine Dämme entlang des Jangtsekiang errichten.
Nach dem Ende des Bürgerkrieges reiste der kommunistische Parteiführer Mao Zedong 1953 an den Jangtsekiang, um den Bau des Dreischluchtenstaudammes zu unterstützen. Das Projekt solle nach seiner Aussage andere große Projekte der chinesischen Geschichte wie die Große Mauer und Kaiserkanal noch übertreffen.
Wissenschaftler und Beamte wie Chen Mingshu, die Zweifel äußerten, wurden als „Rechte“ im Rahmen der „Säuberungsaktionen“ der kommunistischen Partei verfolgt. Der bekannte Wissenschaftler und Minister für geologische Ressourcen, Li Siguang, sagte zu Mao, er würde Suizid begehen, wenn er den Bau des Dammes nicht verhindern könnte. Das Projekt kam zu Maos Lebzeiten nicht über das Planungsstadium hinaus. Dazu trugen fehlende Ressourcen, die wachsenden Spannungen mit der Sowjetunion und die katastrophalen Folgen für die Wirtschaft und Unruhen in Folge des sogenannten „Großen Sprungs nach vorn“ bei. Der Bau wurde in den 1980er Jahren begonnen und 2012 fertiggestellt.